# Bullenahalli, Chiknayakanhalli
Bullenahalli là một làng thuộc tehsil Chiknayakanhalli, huyện Tumkur, bang Karnataka, Ấn Độ.